# سون آی
سونای یا سون آی (son ay) در فولکلور آذربایجان به آخرین شبهای مهتابی تابستان گفته می‌شود. در تفکر اسطوره‌ای آذربایجان ماه و خورشید عاشقان ابدی یکدیگرند که هرگز به هم نمی‌رسند. بعد از سونای تا شروع بهار، در روستاهای آذربایجان خواستگاریها، نامزدیها و عروسیها صورت می‌گیرد.
سونای معادلِ Harvest Moon در فرهنگ غربی است.